# Allagelena bistriata
Allagelena bistriata är en spindelart som först beskrevs av Grube 1861.  Allagelena bistriata ingår i släktet Allagelena och familjen trattspindlar. Inga underarter finns listade i Catalogue of Life.